# Szurpek delikatny
Szurpek delikatny (Orthotrichum tenellum Bruch ex Brid.) – gatunek mchu należący do rodziny szurpkowatych (Orthotrichaceae).

## Rozmieszczenie geograficzne
Gatunek występuje w Europie, północnej Afryce, na Azorach i Wyspach Kanaryjskich oraz w Ameryce Północnej (Kolumbia Brytyjska, Kalifornia, Nevada, Waszyngton).

## Ochrona
Roślina objęta jest w Polsce częściową ochroną gatunkową na podstawie Rozporządzenia Ministra Środowiska z dnia 9 października 2014 w sprawie ochrony gatunkowej roślin. W latach 2004–2014 podlegała ochronie ścisłej.